# Flugerprobung

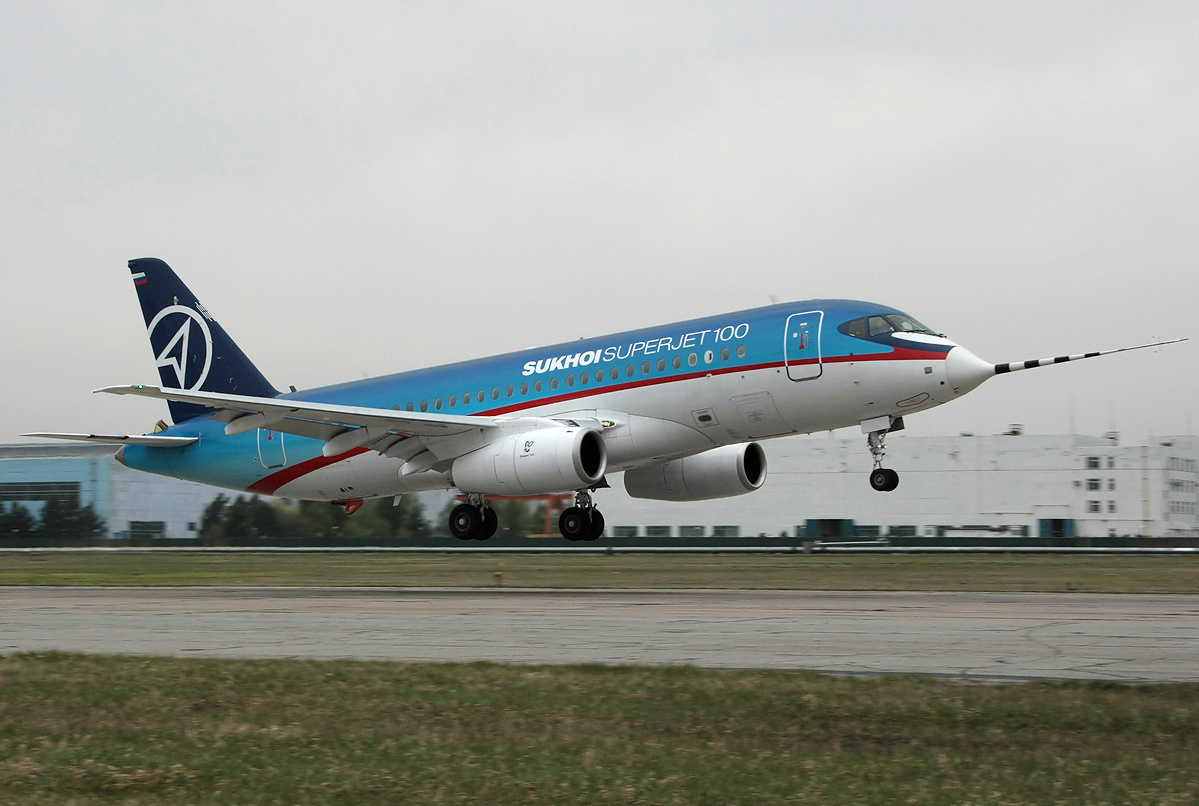
Suchoi Superjet 100 mit Noseboom

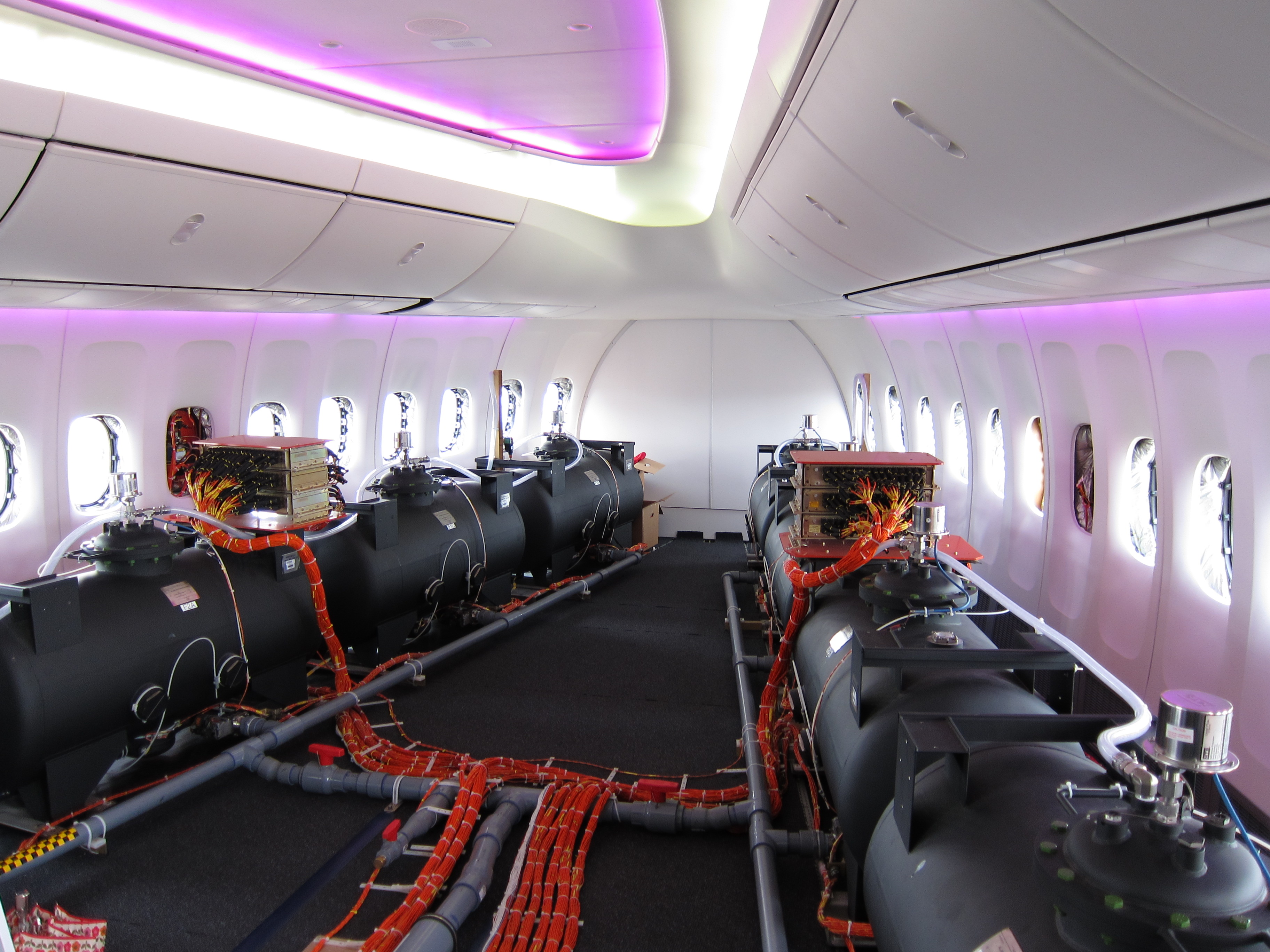
Für den Flugversuch ausgerüstete Kabine der 747-8I

Die Flugerprobung ist eine Teildisziplin der Luft- und Raumfahrttechnik. Ziele der Flugtests sind einerseits die (Weiter)Entwicklung eines Luftfahrzeuges oder einzelner Systeme und andererseits der Nachweis deren Lufttüchtigkeit gegenüber Zulassungsbehörden. Für die Flugerprobung werden die zu erprobenden Systeme häufig zusätzlich instrumentiert. Neben den fliegenden Systemen benötigen Flugtests meist auch eine entsprechende Infrastruktur am Boden, z. B. Bodenstation, Testleitung, speziell vorbereitete Landebahnen usw. Die Abläufe und Randbedingungen sind von den Behörden vorgeschrieben. Abhängig von der Art der Versuche sind auch entsprechend lizenzierte Testpiloten erforderlich. Zivile und militärische Flugerprobung unterscheiden sich dabei teilweise hinsichtlich Zielen, Durchführung und Auflagen.
Gegenstand der Flugerprobung ist häufig:
- Erprobung von neuen Flugzeugen oder Komponenten
- Nachweis von Flugeigenschaften
- Lufttüchtigkeitsnachweis (Zulassung)
- Vermessung zur Anpassung von Simulationsdaten
- Untersuchung von Zwischenfällen
- Kalibrierung von Systemen